# 1207

## Събития
Цар Калоян умира при Солун.

## Родени
- 30 септември – Руми, ирански философ

## Починали
- Калоян, цар на България